# Incilius macrocristatus
Incilius macrocristatus es una especie de Anura de la familia Bufonidae, género Incilius. Es nativo del occidente de Guatemala y el sur de México. La especie esta amenazada por destrucción de hábitat y contaminación de los cursos de agua.

## Distribución y hábitat
Su área de distribución incluye Chiapas en el sur de México y la sierra de los Cuchumatanes en el occidente de Guatemala.  
Su hábitat natural se compone de bosque nuboso y bosque de pino-encino en la cercanía de cursos de agua, y su rango altitudinal se encuentra entre 1000 y 1600 m s. n. m.